# فارست لیک (مینه‌سوتا)
فارست لیک (به انگلیسی: Forest Lake) شهری در شهرستان واشینگتن ایالت مینه‌سوتا در کشور ایالات متحده آمریکا است که جمعیت آن در سرشماری سال ۲۰۱۰ میلادی، ۱۸۳۷۵ نفر بوده‌است.